# Svensk pølseret

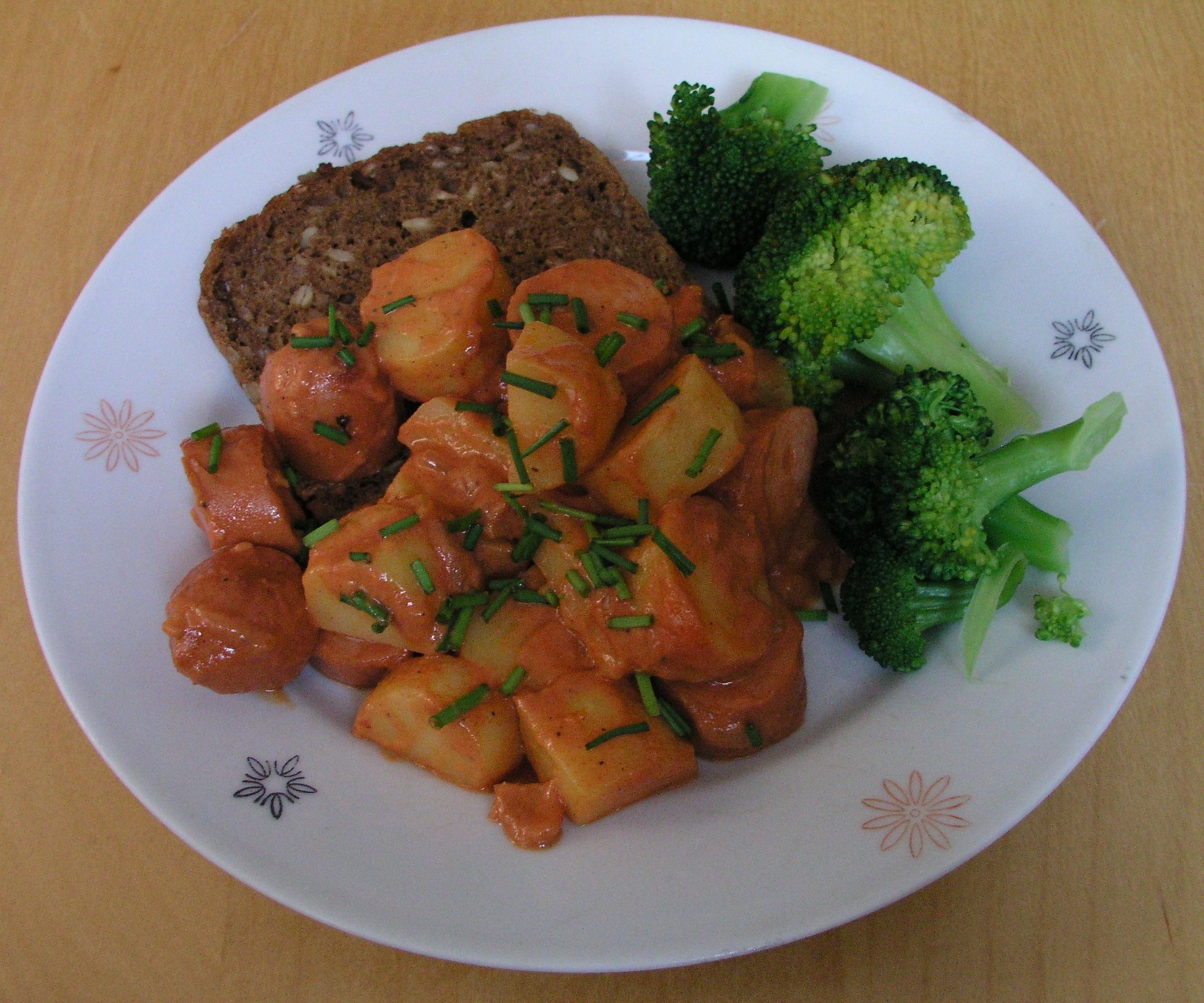
Svensk pølseret garnerad med gräslök och med rågbröd och broccoli som tillbehör.

Svensk pølseret (danska för ”svensk korvrätt”) är en dansk gryträtt. Den består normalt av potatis och korvbitar i en sås av tomatpuré, lök, paprikapulver, grädde och mjölk.
Trots namnet är rätten okänd i Sverige. Namnet anses härstamma från danskar som varit på lägerskola i Sverige, där man på någon av de sista dagarna har lagat till något av resterna: en rätt med korv i Sverige. Det påstås också att den togs fram som en gryträtt av campare på 1970-talet. Rätten kan möjligen vara en fördanskad version av korv Stroganoff.